# Chrysaora colorata
Chrysaora colorata (Russell, 1964) è una  medusa appartenente alla famiglia Pelagiidae, diffusa nelle acque dell'oceano Pacifico.

## Descrizione
Il corpo misura mediamente 70 centimetri di diametro, spesso con tentacoli disposti in modo radiale. Essi variano a seconda dell'età dell'individuo; spesso i tentacoli più vecchi sono situati alle estremità del corpo e sono neri, mentre quelli nuovi, si trovano attorno al celenteron.